# Miss Potter
Miss Potter ist eine Filmbiografie aus dem Jahr 2006 von Regisseur Chris Noonan mit Renée Zellweger in der Hauptrolle. Der Film handelt vom Leben der Kinderbuchautorin Beatrix Potter. Der Film ist auch unter dem Titel Die zauberhafte Welt der Beatrix Potter bekannt.

## Handlung
London im Jahre 1902: Die 32-jährige Beatrix Potter wohnt im Haus ihrer wohlhabenden Eltern. Die unverheiratete Frau denkt entgegen den gesellschaftlichen Konventionen nicht daran zu heiraten und ist überzeugte Junggesellin. Nachdem ihre Eltern mehrfach vergeblich versucht hatten, sie mit standesgemäßen, wohlhabenden Männern zu verheiraten, haben sie dieses Vorhaben inzwischen aufgegeben. Da Beatrix Potter abgesehen von Besuchern ihrer Eltern wenig Kontakt zur Außenwelt hat, lebt sie weitgehend in ihrer eigenen Fantasiewelt und widmet sich ihrer Leidenschaft: Bilder von Tieren zu zeichnen und diese mit Texten zu versehen.
Gegen den Willen ihrer Eltern, die nichts von eigenständigen Frauen halten, fasst sie den Entschluss, ihre Werke als Kinderbuch veröffentlichen zu lassen. Mit ihrer Anstandsdame Miss Wiggin sucht sie den Verlag Warne Brothers auf, um ihre Arbeit vorzustellen. Obwohl die beiden Inhaber des Verlags, die Brüder Harold und Fruing Warne, Beatrix’ Arbeiten nur belächeln und geringschätzen, beschließen sie, das Buch dennoch zu veröffentlichen – wie sich herausstellt, nur um ihrem jüngsten Bruder Norman eine Beschäftigung zu geben, da dieser eine Mitarbeit im Verlag wünschte und sie ihm diese versprochen hatten. Zur großen Überraschung der Verleger wird The Tale of Peter Rabbit ein großer Erfolg.
Über ihre gemeinsame Arbeit hinaus verbindet Beatrix und Norman bald eine Freundschaft, und Normans Schwester Millie, ebenfalls eine überzeugte Junggesellin, wird ihre beste Freundin. Zum Entsetzen von Beatrix’ Eltern, welche die Familie Warne als Geschäftsleute unter ihrem gesellschaftlichen Stand ansehen, verlieben sich schließlich Norman und Beatrix ineinander und wollen heiraten. Beatrix will von den Bedenken ihrer Eltern nichts hören. Schließlich verständigen sie sich darauf, den Sommer wie jedes Jahr mit der Familie im englischen Lake District zu verbringen. Sollte die Liebe der beiden danach immer noch da sein, würden die Eltern die Heirat akzeptieren. Während dieser Zeit wird Norman in London plötzlich krank und verstirbt völlig unerwartet, woraufhin Beatrix in eine Depression verfällt.
Durch das Einwirken von Normans Schwester Millie beschließt Beatrix, ihr Leben wieder in die eigene Hand zu nehmen, und kauft einen Hof im Lake District, dessen Landschaft sie schon immer über alles geliebt hat. William Heelis, ein Jugendfreund aus der Gegend, welcher inzwischen Anwalt geworden ist, unterstützt sie dabei.
Mit der Zeit erholt sie sich von dem Verlust, widmet sich wieder ihren Zeichnungen und kauft im Laufe der Jahre einen Großteil des umgebenden Landes auf, um die unberührte Natur vor Großinvestoren zu schützen. Schlussendlich heiratet sie acht Jahre nach ihrem Umzug in den Lake District ihren Jugendfreund William Heelis. Nach ihrem Tod hinterließ Beatrix dem britischen Volk 1600 Hektar Farmland in einer Stiftung zugunsten des Naturschutzes.

## Hintergrund
- Beatrix Potters Kinderbuch The Tale of Peter Rabbit ist in Deutschland unter dem Titel Die Geschichte von Peter Hase erschienen.

- Tatsächlich hatte Beatrix Potter ihr erstes Buch The Tale of Peter Rabbit nach zahlreichen Absagen erst im Selbstverlag veröffentlicht, bevor es schließlich von Frederick Warne & Co publiziert wurde.

- Der Film wurde in London, an verschiedenen Orten in Cumbria, East Sussex, Middlesex und West Sussex, auf der Isle of Man und in Schottland gedreht.[2]

- Die Weltpremiere fand am 3. Dezember 2006 in London statt. Kinostart in Großbritannien war am 5. Januar 2007. In Deutschland fand der Film keinen Kinoverleih und erschien am 23. Oktober 2008 als DVD-Premiere.[3]

- Die Produktionskosten wurden auf 30 Millionen US-Dollar geschätzt. Der Film spielte in den Kinos weltweit rund 35 Millionen US-Dollar ein.[4]

## Kritiken
Das Lexikon des internationalen Films meinte: „Das weitgehend leblose Filmporträt will zwar die Kunst als Überlebensstrategie darstellen, lässt dabei aber nie die poetische Kraft und Leichtigkeit der Werke seiner Protagonistin erahnen.“
Stephan Sigg schrieb: „Der zauberhafte Film, der durch die weichen Farben oft wie ein Märchen erscheint, erweckt eine vergangene Zeit zum Leben und zeigt, dass es sich lohnt, auch als Erwachsener seine Phantasie zu leben.“
James Berardinelli schrieb auf ReelViews, der Film erlaube sich einige Freiheiten, aber stelle die wesentlichen Fakten über Potter korrekt dar. Er wirke wie ein Roman von Jane Austen in etwas modernisierter Form, indem er eine starke Frau zeige, die sich gegen Konventionen auflehne. Die Liebesgeschichte sei „schön konstruiert“ („beautifully constructed“); Noonan vermeide zu viel Sentimentalität. Die Darstellungen seien solide; Berardinelli lobte besonders Renée Zellweger, den „jungenhaft charmanten“ Ewan McGregor und Emily Watson. Die Einfachheit der Intentionen stelle eine Filmstärke dar.

## Auszeichnungen
Renée Zellweger wurde für einen Golden Globe Award in der Kategorie Beste Hauptdarstellerin – Komödie oder Musical nominiert; außerdem wurde sie für einen Saturn Award 2007 nominiert. Der Film erhielt 2007 den Truly Moving Sound Award des Heartland Film Festivals. Der Musiktitel When You Taught Me How To Dance von Katie Melua wurde für den World Soundtrack Award 2007 nominiert.